# سیارک ۸۲۶
سیارک ۸۲۶ (به انگلیسی: 826 Henrika، نامگذاری:1916ZO) هشتصد و بیست و ششمین سیارک کشف شده‌است که در ۲۸ آوریل ۱۹۱۶ و در هایدلبرگ کشف شد.
قدر مطلق سیارک برابر ۱۱٫۳۰ است.